# Blackout: när min hjärna blev min fiende
Blackout: när min hjärna blev min fiende (Originaltitel: Brain on Fire: My Month of Madness ) är en biografi skriven av Susannah Cahalan. Boken publicerades på engelska 2012 och har sålts i över 70 000 exemplar i USA. 2013 gavs den ut på svenska.
Boken utspelar sig i New York och handlar om Susannah Cahalan som går från att ha en lägenhet i Midtown Manhattan och ett jobb som reporter på New York Post till att en dag vakna upp ensam på ett sjukhus, bunden till sängs, övervakad och oförmögen att tala eller röra sig.
Under månaden som kommer omkullkastas Susannahs liv fullständigt. Kollegor, pojkvän, föräldrar, läkare och psykologer och inte minst Susannah själv - alla står maktlösa inför den totala personlighetsförändring hon genomgår med paranoid misstänksamhet, hallucinationer och aggressivitet som följd.
Självbiografin följer Susannah Cahalan steg för steg när hon lägger pusselbitar för att förstå vad som egentligen hände under den månad av hennes liv som försvunnit ur hennes minne för alltid fram till diagnosen anti-NMDA-receptorencefalit som räddade hennes liv.